# لیلیت آرزومانیان
لیلیت سواکی آرزومانیان (ارمنی: Լիլիթ Սևակի Արզումանյան؛ زادهٔ ۵ مارس ۱۹۵۷) رمان‌نویس اهل ارمنستان است. 

## زندگی‌نامه
وی از سال ۲۰۰۱ میلادی عضو اتحادیه نویسندگان ارمنستان می‌باشد. آرزومانیان از دانشگاه دولتی ایروان فارغ‌التحصیل شده‌است. وی در سال ۲۰۱۸ به عنوان کفیل ریاست انستیتو دولتی سینما و تئاتر ایروان برگزیده شد.